# To Lose My Life...
Pour les articles homonymes, voir To Lose My Life.
Albums de White Lies
Ritual
(2011)
Singles
To Lose My Life... est le premier album studio du groupe de rock alternatif White Lies, sorti le 19 janvier 2009. L'album a été produit par Ed Buller et Max Dingel. 
Trois singles sont sortis avant l'album : « Unfinished Business », « Death », « To Lose My Life ». Quelques mois après la sortie de l'album, le single « Farewell to the Fairground » a été produit, suivi par une réédition de « Death ». Entre-temps, en Décembre 2008, « From the Stars » a été nommée single de la semaine sur iTunes.

## Liste des chansons
Toutes les chansons sont écrites et composées par Harry McVeigh, Charles Cave and Jack Lawrence-Brown.
| No  | Titre                      | Durée |
| --- | -------------------------- | ----- |
| 1.  | Death                      | 5:01  |
| 2.  | To Lose My Life            | 3:11  |
| 3.  | A Place to Hide            | 5:01  |
| 4.  | Fifty on Our Foreheads     | 4:21  |
| 5.  | Unfinished Business        | 4:18  |
| 6.  | E.S.T.                     | 5:01  |
| 7.  | From the Stars             | 4:52  |
| 8.  | Farewell to the Fairground | 4:16  |
| 9.  | Nothing to Give            | 4:11  |
| 10. | The Price of Love          | 4:38  |